# Aconodes euphorbiae
Aconodes euphorbiae là một loài bọ cánh cứng trong họ Cerambycidae.